# Lambda Ophiuchi
Lambda Ophiuchi (λ Ophiuchi, viết tắt Lambda Oph, λ Oph) là một hệ thống ba sao trong chòm sao Xà Phu.  Nó cách Mặt Trời khoảng 170 năm ánh sáng, dựa trên thị sai của nó.
Hệ thống này bao gồm một cặp sao đôi, Lambda Ophiuchi AB được chỉ định, cùng với người bạn đồng hành thứ ba, C. Hai thành phần của AB được chỉ định là Lambda Ophiuchi A (còn được đặt tên là Marfik ) và B.

## Danh pháp
λ Ophiuchi (được Latin hóa thành Lambda Ophiuchi) là tên gọi của hệ thống.  Các chỉ định của ba thành phần là Lambda Ophiuchi A, B và C xuất phát từ quy ước được sử dụng bởi Danh mục Đa số Washington (WMC) cho nhiều hệ sao và được Liên minh Thiên văn Quốc tế (IAU) thông qua.
Nó mang tên truyền thống Marfik (hay Marsik), có nghĩa là "khuỷu tay" trong tiếng Ả Rập.  Vào năm 2016, Liên minh Thiên văn Quốc tế đã tổ chức một Nhóm làm việc về Tên Sao (WGSN) để lập danh mục và chuẩn hóa tên riêng cho các ngôi sao.  WGSN quyết định gán tên thích hợp cho từng ngôi sao thay vì toàn bộ nhiều hệ thống.  Nó đã phê duyệt tên Marfik cho thành phần Lambda Ophiuchi A vào ngày 12 tháng 9 năm 2016 và hiện tại nó đã được đưa vào Danh sách Tên Sao được IAU phê duyệt.

## Tính chất
Lambda Ophiuchi có cường độ sáng biểu kiến +3,82.  Loại quang phổ của nó là A1V + A. Hai thành phần của hệ sao quay quanh nhau với thời gian 129 năm.